# Trisulfuro de dilantano
El trisulfuro de dilantano es un compuesto inorgánico binario del metal lantano con azufre de fórmula La2 S3, cristales de color amarillo rojizo, insolubles en agua.

## Preparación
- reacción del vapor de azufre sobre el lantano metálico:

{\displaystyle {\mathsf {2La+3S\ {\xrightarrow {600-800^{o}C}}\ La_{2}S_{3}}}}
- reacción del sulfuro de hidrógeno sobre el lantano:

{\displaystyle {\mathsf {2La+3H_{2}S\ {\xrightarrow {600-650^{o}C}}\ La_{2}S_{3}+3H_{2}}}}
- reacción del sulfuro de hidrógeno sobre el óxido de lantano o cloruro de lantano en presencia de agentes reductores:[2]

{\displaystyle {\mathsf {La_{2}O_{3}+3H_{2}S+3C\ {\xrightarrow {1000^{o}C}}\ La_{2}S_{3}+3CO+3H_{2}}}}

## Propiedades físicas
El trisulfuro de dilantano forma cristales de color amarillo rojizo del sistema cúbico, grupo espacial I 43d , parámetros de celda a = 0,8706 nm.
Insoluble en agua fría, p PR = 26,28.

## Propiedades químicas
- Reacciona con agua caliente:

{\displaystyle {\mathsf {La_{2}S_{3}+6H_{2}O\ {\xrightarrow {100^{o}C}}\ 2La(OH)_{3}+3H_{2}S\uparrow }}}
- Reacciona con ácidos;

{\displaystyle {\mathsf {La_{2}S_{3}+3HCl\ {\xrightarrow {}}\ 2LaCl_{3}+3H_{2}S\uparrow }}}
- Oxidado por el oxígeno atmosférico cuando se calienta:

{\displaystyle {\mathsf {2La_{2}S_{3}+9O_{2}\ {\xrightarrow {>650^{o}C}}\ 2La_{2}O_{3}+6SO_{2}\uparrow }}}